# Arizona Rangers
Arizona Rangers var namnet på en polisorganisation i staten Arizona, USA i början på seklet. Organisationen var inspirerad av Texas Rangers och hade till uppgift att bekämpa brott i ödemarkerna i Arizona. Organisationen skapades 1901 och lades ned 1909. Sedan 1957 finns en organisation med samma namn som består av oavlönade frivilliga som hjälper polis och andra myndigheter.